# Kykladische Griffschale (Paros 2136)

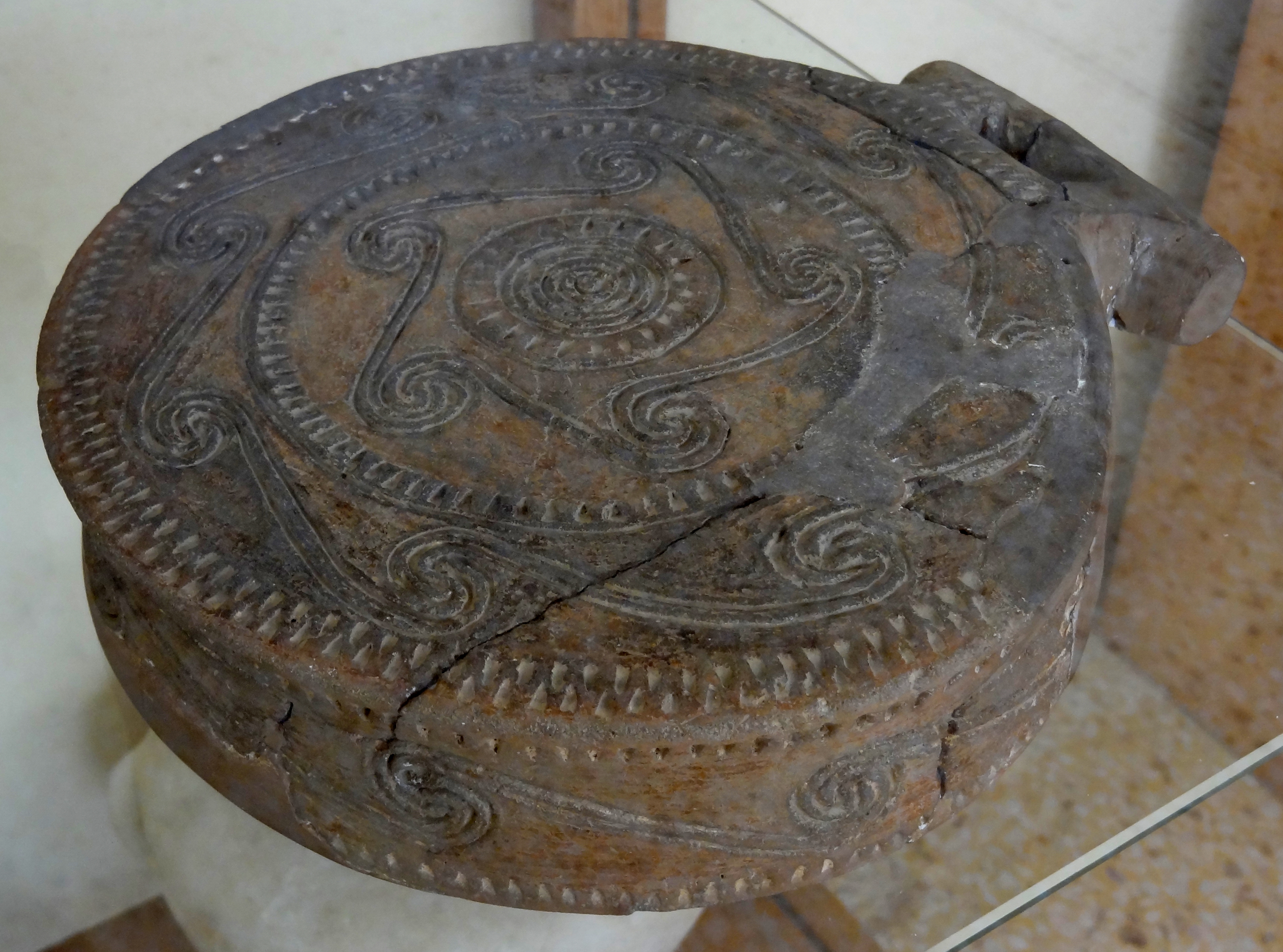
Griffschale aus Kampos auf Paros

Die Kykladische Griffschale (Archäologisches Museum Paros, Inventarnummer 2136; Archäologisches Nationalmuseum Athen, Inventarnummer 6291) ist ein Tongefäß der bronzezeitlichen Kykladenkultur vom Kampos-Typ. Die Griffschale aus frühkykladischer Zeit stammt aus Grab 3 des kleinen Gräberfeldes von Kampos auf der Kykladeninsel Paros. Sie wurde im Herbst 1924 bei Grabungen unter Leitung von Irini Varoucha ohne weitere Beifunde entdeckt und 1926 erstmals publiziert. Unter der Inventarnummer 2136 ist sie im Archäologischen Museum Paros ausgestellt. Der Verwendungszweck der kykladischen Griffschalen ist nicht bekannt, sie werden oft auch als „Kykladenpfannen“ bezeichnet.

## Beschreibung

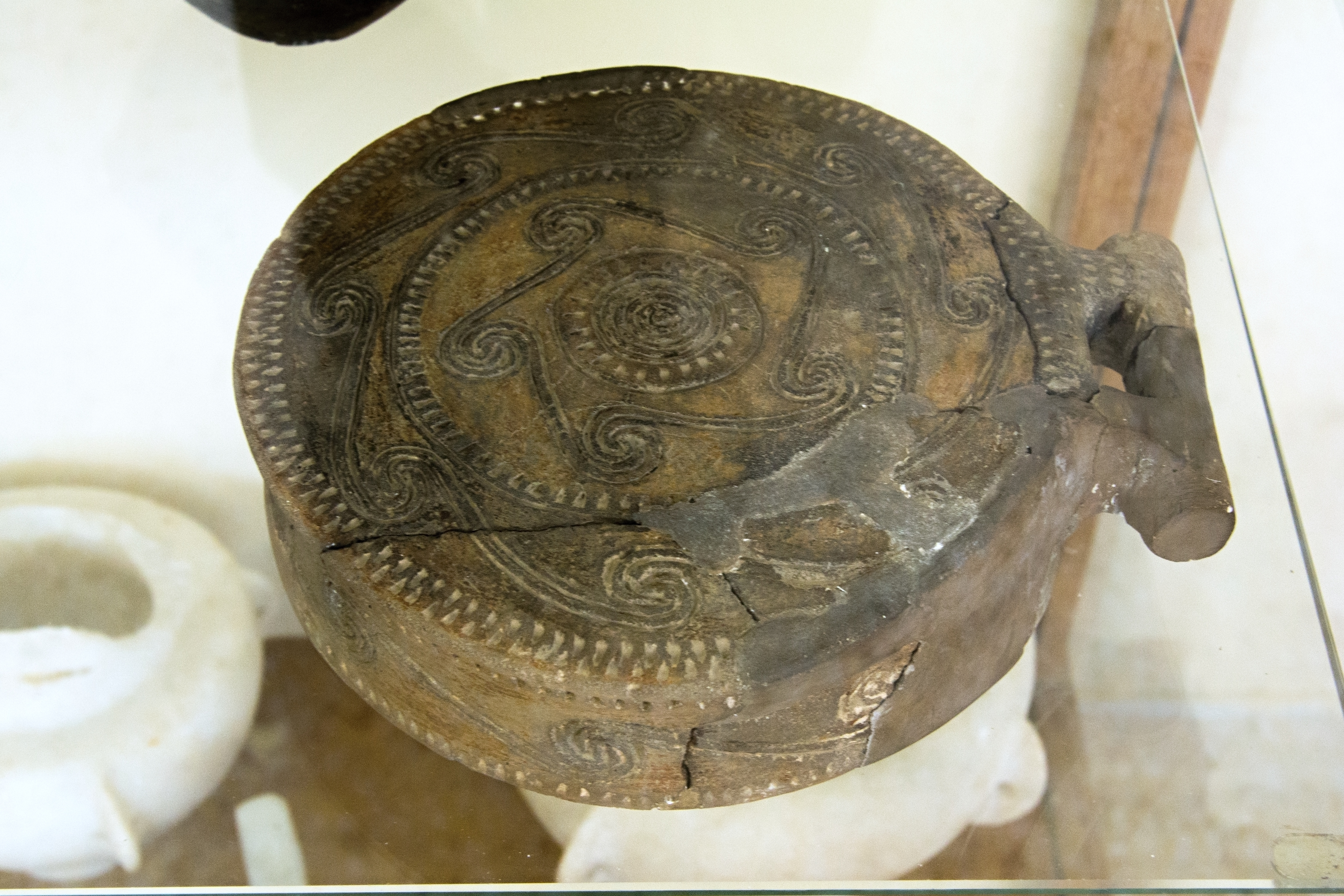
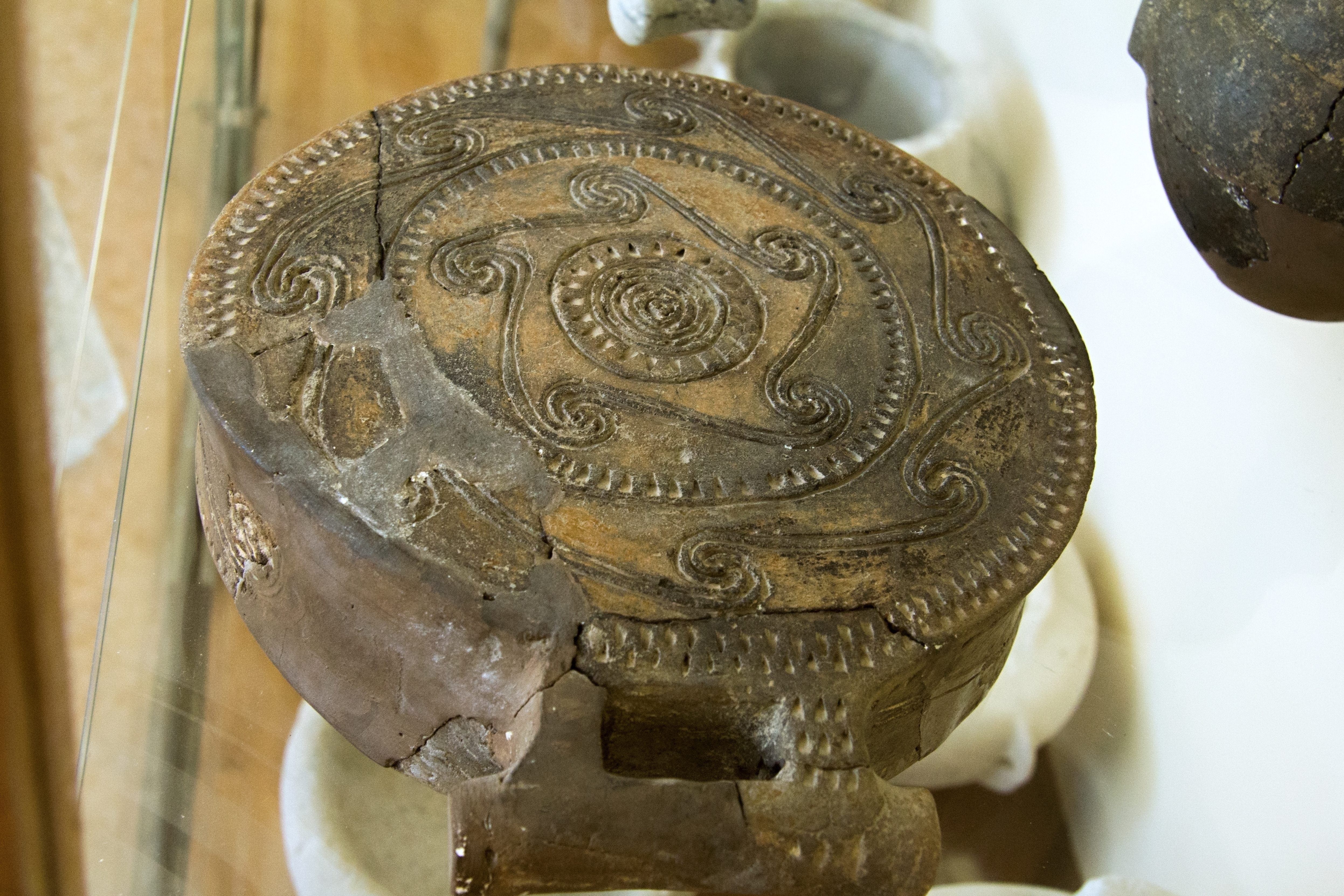
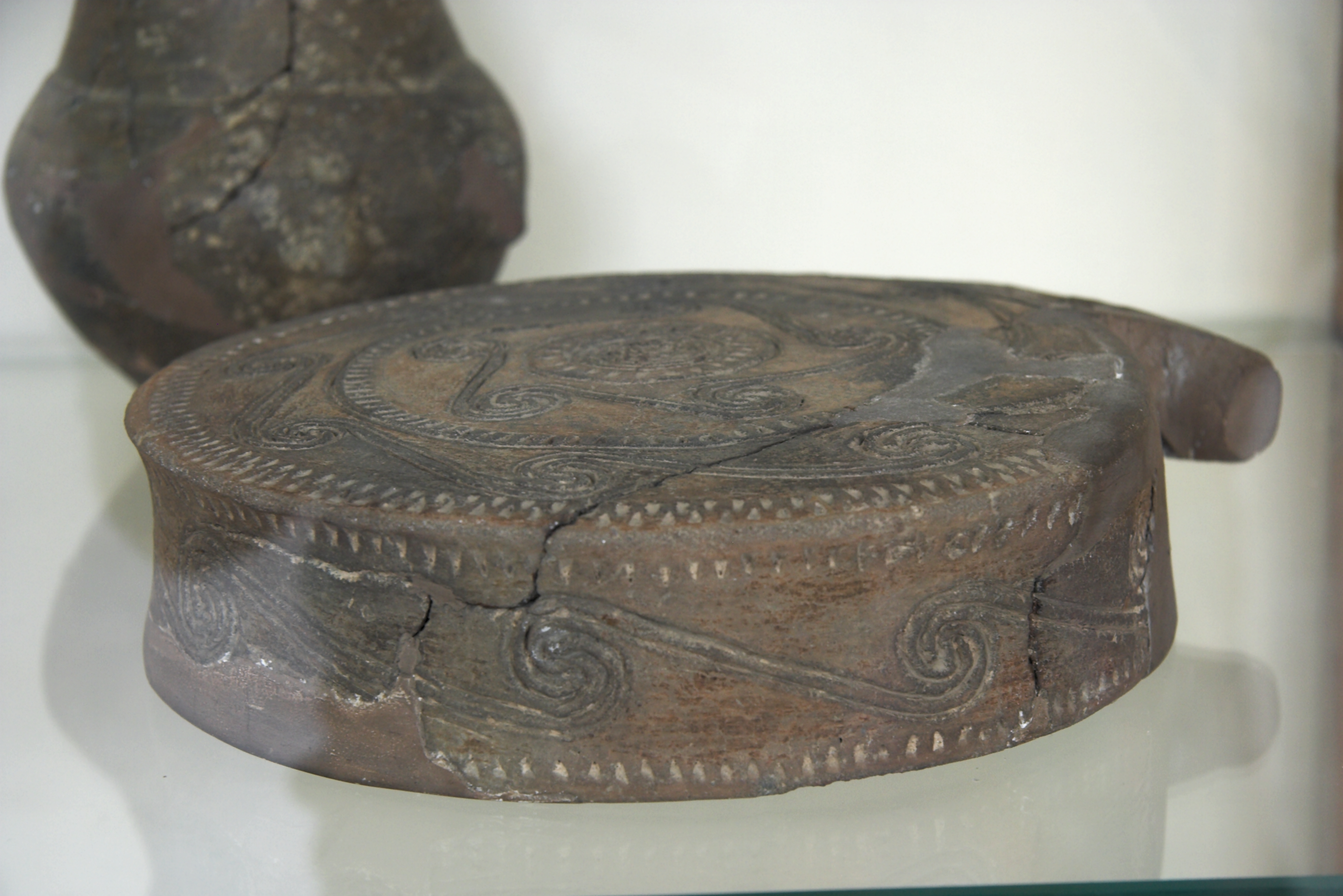

Die Griffschale ist aus mehreren Bruchstücken zusammengesetzt, Fehlstellen am Griff, an der Wandung und an der Bodenplatte sind mit Gips ergänzt. Die Höhe der aus dunkelgraubraunem bis rotbraunem Ton gefertigten Griffschale beträgt 6,15 cm, die Länge 23,8 cm. Der Randdurchmesser ist mit 20,45 cm geringfügig kleiner als der Bodendurchmesser mit 21,2 cm. Die äußere Oberfläche und die Beckeninnenwandung sind mit einem dunkelgraubraunen bis olivbraunen Überzug versehen. Der Beckenboden ist unregelmäßig ausgestrichen, er zeigt geringe Spuren von Versinterung. Die Bodenplatte ist mit mehreren geritzten unregelmäßigen Kreisen, eingedrückten Dreiecksbändern und zwei doppellinigen langgezogenen Spiralbändern verziert. An der Wandung ist ein doppelliniges langgezogenes Spiralband durch jeweils eine Dreiecksreihe an der Ober- und Unterkante umgeben. In den Verzierungen sind weiße Farbreste.

## Bedeutung
Griffschalen treten erstmals in der frühkykladischen Kampos-Gruppe auf. Sie zeigen bereits verschiedene gemeinsame Merkmale. In der Regel ist das zentrale Motiv von einer Gruppe aus eingeritzten konzentrischen Kreisen, eingedrückten Dreieckslinien und von Spiraldekor mit doppellinigen Zulauftangenten umgeben. Häufig wird auch ein Sternmuster verwendet. Die Verzierungen nehmen nicht die gesamte Fläche der Bodenplatte ein. Sehr häufig wiederholen sich die Dekorelemente der Bodenplatte an der Wandung. Der Π-förmige Bügelhenkel ist mit dicken Wülsten an der Pfannenwandung angesetzt.
In Form und Dekoration existieren zur Griffschale von Paros zwei sehr ähnliche Exemplare, eines aus Euböa im Benaki-Museum Athen und ein von Christos Tsountas 1898 in Kato Akrotiri auf Amorgos ausgegrabenes fragmentiertes Exemplar im Archäologischen Nationalmuseum Athen.